# میوه‌ریزی

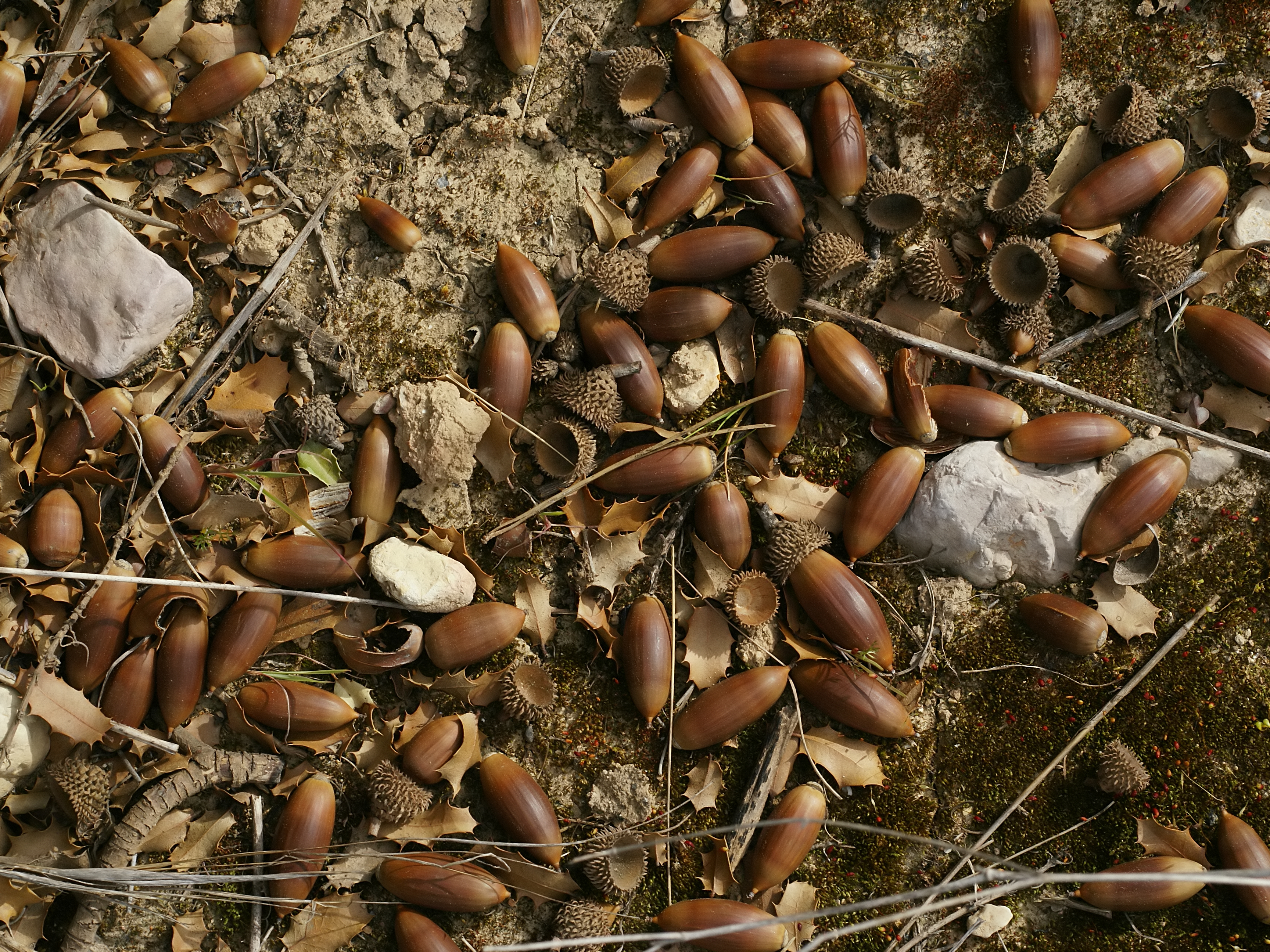
فراوانی بلوط روی زمین اغلب در سال‌های اوج میوه‌ریزی رخ می‌دهد

میوه‌ریزی یا ریزش میوه (به انگلیسی: Mast) میوه درختان و درختچه‌های جنگلی مانند بلوط و دیگر میوه‌های فندقی است. این اصطلاح از واژه قدیمی انگلیسی mæst برگرفته شده است، به معنی آجیل درختان جنگلی که روی زمین انباشته شده‌اند، به‌ویژه آنهایی که در طول تاریخ برای پروار کردن خوک‌های اهلی و به عنوان منابع غذایی برای حیات وحش به کار می‌رفتند. در مناطق گرمسیری فصلی جنوب شرق آسیا، کل جنگل‌ها، از جمله صدها گونه درخت و درختچه، در دوره‌های نامنظم ۲ تا ۱۲ ساله میوه‌ریزی می‌کنند.